# Chu Trinh (nhà Minh)
Chu Trinh (chữ Hán: 朱橚; 5 tháng 4 năm 1364 – 22 tháng 3 năm 1424), được biết đến với tước hiệu Sở Chiêu vương (楚昭王), là hoàng tử của Minh Thái Tổ Chu Nguyên Chương, hoàng đế đầu tiên của nhà Minh.

## Cuộc đời
Chu Trinh là hoàng tử thứ sáu của Minh Thái Tổ, mẹ là Hồ Sung phi (胡充妃). Tương truyền, Hồ thị vốn là một góa phụ, khi cùng mẹ đến Hoài An, Giang Tô lánh nạn thì gặp Chu Nguyên Chương. Nguyên Chương mới viết thư sai Triệu Quân Dụng đưa cả hai mẹ con vào gặp ông. Hồ thị được nạp làm thiếp và sau đó được phong làm Sung phi (充妃) khi Nguyên Chương đăng cơ.
Theo Tội duy lục (罪惟錄), trong cung có một xác bào thai, đám người hầu nói rằng đó là con của Sung phi, Thái Tổ nổi giận ban chết cho bà và cho vứt xác ra ngoài thành. Chu Trinh khi đó vào triều xin tìm xác mẫu thân nhưng không được. Hồ Hiển, cháu gọi Hồ Sung phi là cô ruột, tức em con cô con cậu với Chu Trinh, được phong làm đô đốc, sau được gia phong làm Quận công dưới thời Hồng Vũ.
Năm Hồng Vũ thứ 3 (1370), Chu Trinh được vua cha phong tước Tề vương (齐郡王), nhưng khi đúc Tề vương ấn 3 lần đều thất bại nên cải phong làm Sở vương (楚郡王).
Năm Hồng Vũ thứ 14 (1382), Sở vương Chu Trinh được ban cho đất Vũ Xương làm thái ấp. Năm thứ 17 (1385), Chu Trinh cùng hai tướng Thang Hòa và Chu Đức Hưng dẫn quân dẹp loạn những cuộc nổi dậy của bộ tộc thiểu số ở khu vực thuộc Quý Châu ngày nay.
Năm Vĩnh Lạc thứ 10 (1412), Minh Thành Tổ tặng thụy cho Hồ Sung phi là Chiêu Kính (昭敬).
Năm Vĩnh Lạc thứ 22 (1424), Sở vương Chu Trinh qua đời, thọ 61 tuổi, được ban thụy là Chiêu (昭), nên ông còn được gọi là Sở Chiêu vương (楚昭王). Sở Chiêu vương được chôn cất ở núi Linh Tuyền, Vũ Xương.

## Gia quyến

### Thê thiếp
- Sở Vương phi Vương thị (王氏; 1363 – 1397), con gái của Định Viễn hầu Vương Bật, phong Vương phi năm 1379,[2] sinh được 2 trai 4 gái.
- Phan thị (潘氏), sinh Chu Mạnh Vĩ.[3]
- Lý thị (李氏), sinh Chu Mạnh Dược.[4]
- Hoa thị (華氏), sinh Chu Mạnh Xán.[5]

### Hậu duệ
Theo dòng chữ khắc trên bia mộ của Sở Chiêu vương Chu Trinh, ông có 10 con trai và 9 con gái.

#### Con trai
1. Chu Mạnh Song (朱孟熜; 1381 – 1397), mất sớm không con, tặng Ba Lăng Quận vương (巴陵郡王), thụy Điệu Giản (悼簡).
2. Chu Mạnh Hướng (朱孟炯; 1382 – 1432), tước phong Vĩnh An Quận vương (永安郡王), thụy Ý Giản (懿簡).
3. Chu Mạnh Hoàn (朱孟烷; 1382 – 1439), mẹ là Sở Vương phi, tập phong Sở vương, thụy Trang (莊).
4. Chu Mạnh Chước (朱孟焯; 1383 – 1440), mẹ là Sở Vương phi, tước phong Thọ Xương Quận vương (壽昌郡王), thụy An Hi (安僖).
5. Chu Mạnh Vĩ (朱孟煒; 1387 – 1448), tước phong Sùng Dương Quận vương (崇陽郡王), thụy Tĩnh Giản (靖簡).
6. Chu Mạnh Dược (朱孟爚; 1388 – 1444), tước phong Thông Sơn Quận vương (通山郡王), thụy Tĩnh Cung (靖恭).
7. Chu Mạnh Xán (朱孟燦; 1389 – 1455), tước phong Thông Thành Quận vương (通城郡王), thụy Trang Tĩnh (莊靖).
8. Chu Mạnh Chiểu (朱孟炤; 1393 – 1447), tước phong Cảnh Lăng Quận vương (景陵郡王), thụy Thuận Tĩnh (順靖).
9. Chu Mạnh Quán (朱孟爟; 1394 – 1426), tước phong Nhạc Dương Quận vương (岳陽郡王), thụy Điệu Huệ (悼惠).
10. Chu Mạnh Cự (朱孟炬; 1412 – 1474), tước phong Giang Hạ Quận vương (江夏郡王), thụy Khang Tĩnh (康靖).

#### Con gái
1. Hoa Dung Quận chúa (華容郡主), lấy Mã Chú.
2. Nguyên Giang Quận chúa (沅江郡主), mất sớm.
3. Lâm Tương Quận chúa (臨湘郡主), mất sớm.
4. Thanh Tương Quận chúa (臨湘郡主), lấy Cảnh Tú.
5. Vân Mộng Quận chúa (雲夢郡主), mất sớm.
6. An Hương Quận chúa (安鄉郡主), lấy Ngụy Ninh.
7. Lễ Dương Quận chúa (澧陽郡主), lấy Trương Giám.
8. Hưng Ninh Quận chúa (興寧郡主), lấy Cát Long.
9. Kỳ Dương Quận chúa (祁陽郡主), lấy Lý Trừng.

## Lăng mộ và di vật

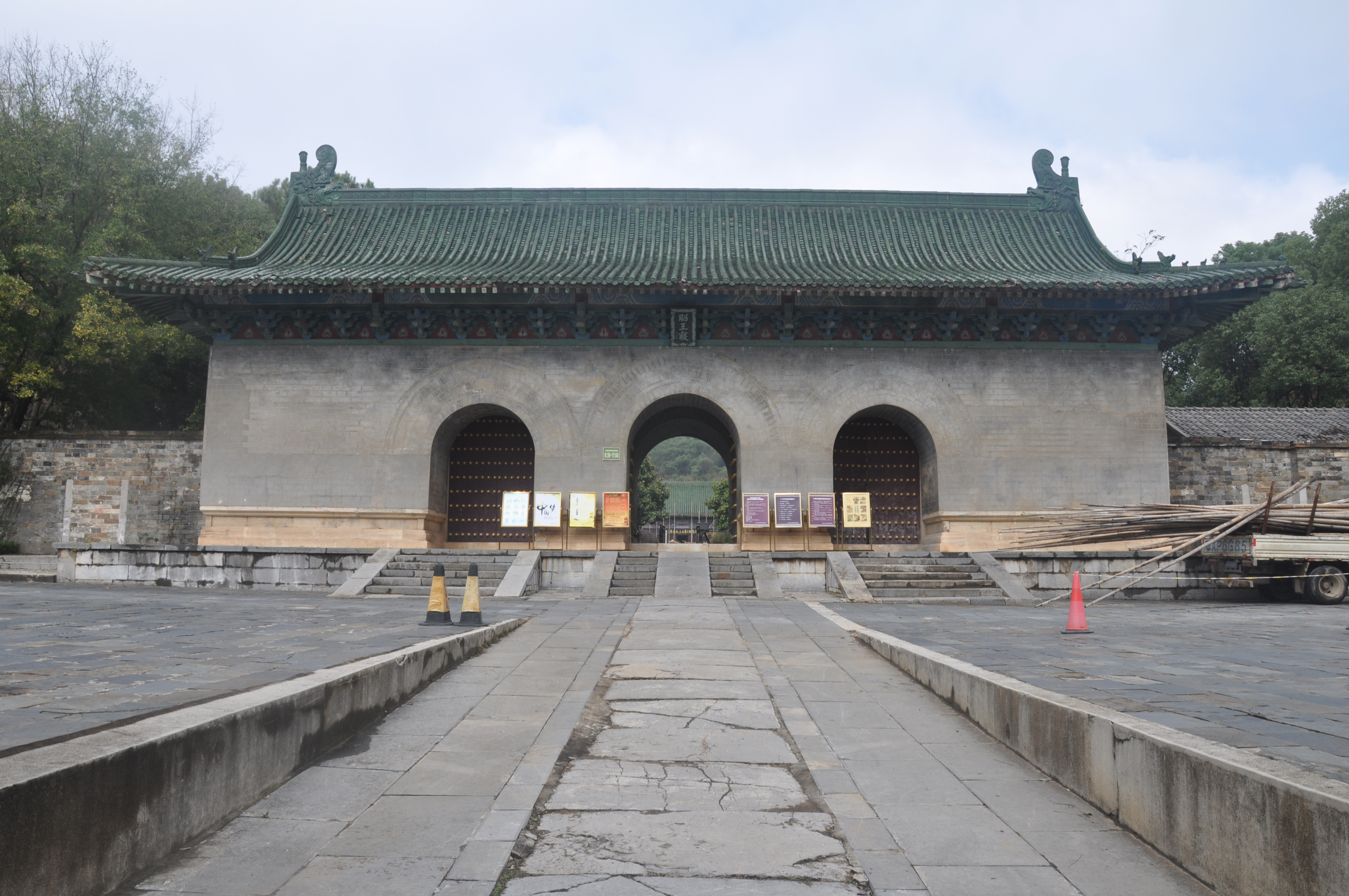
Cổng chính vào lăng Sở Chiêu vương
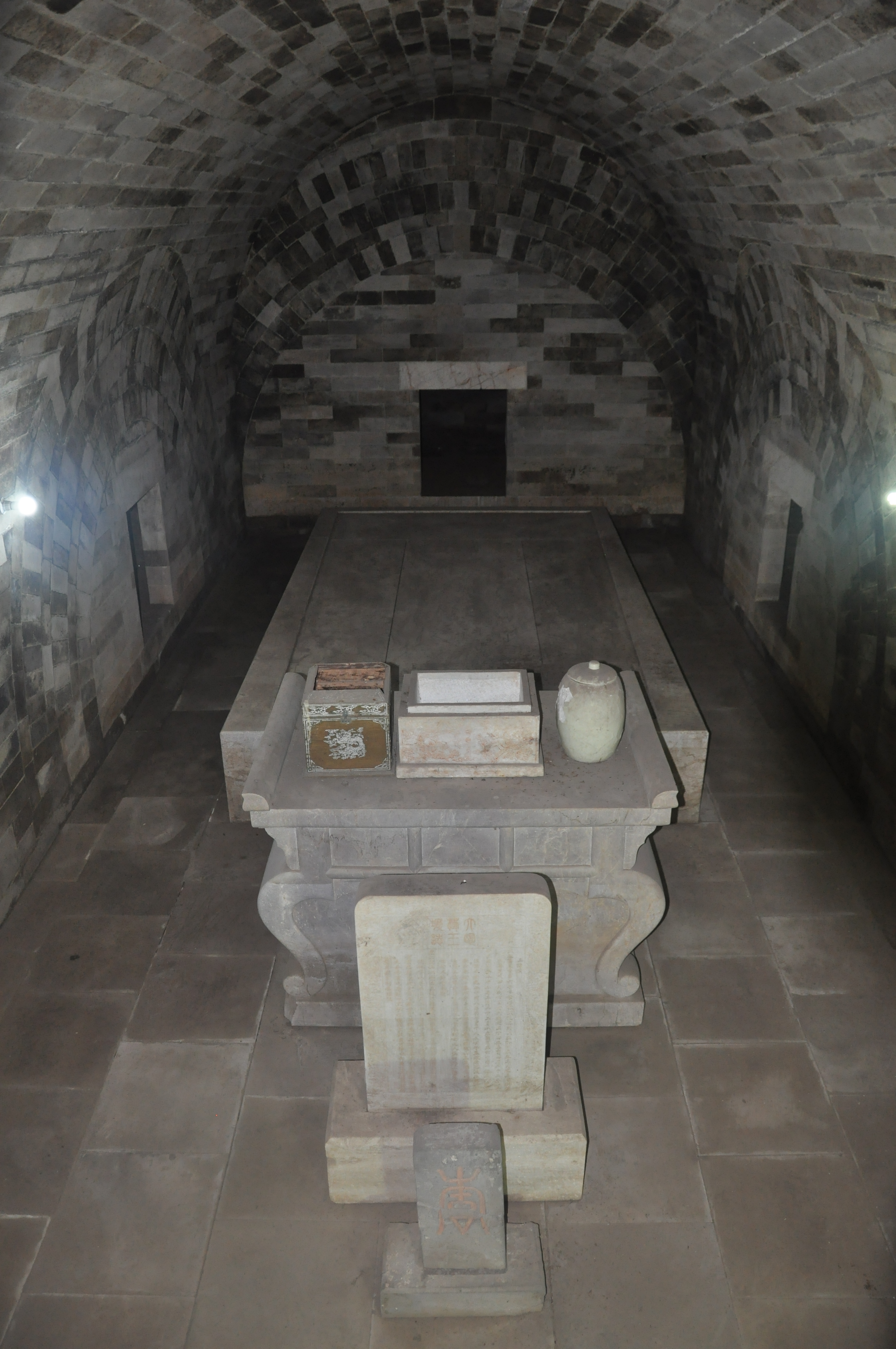
Bên trong hầm mộ
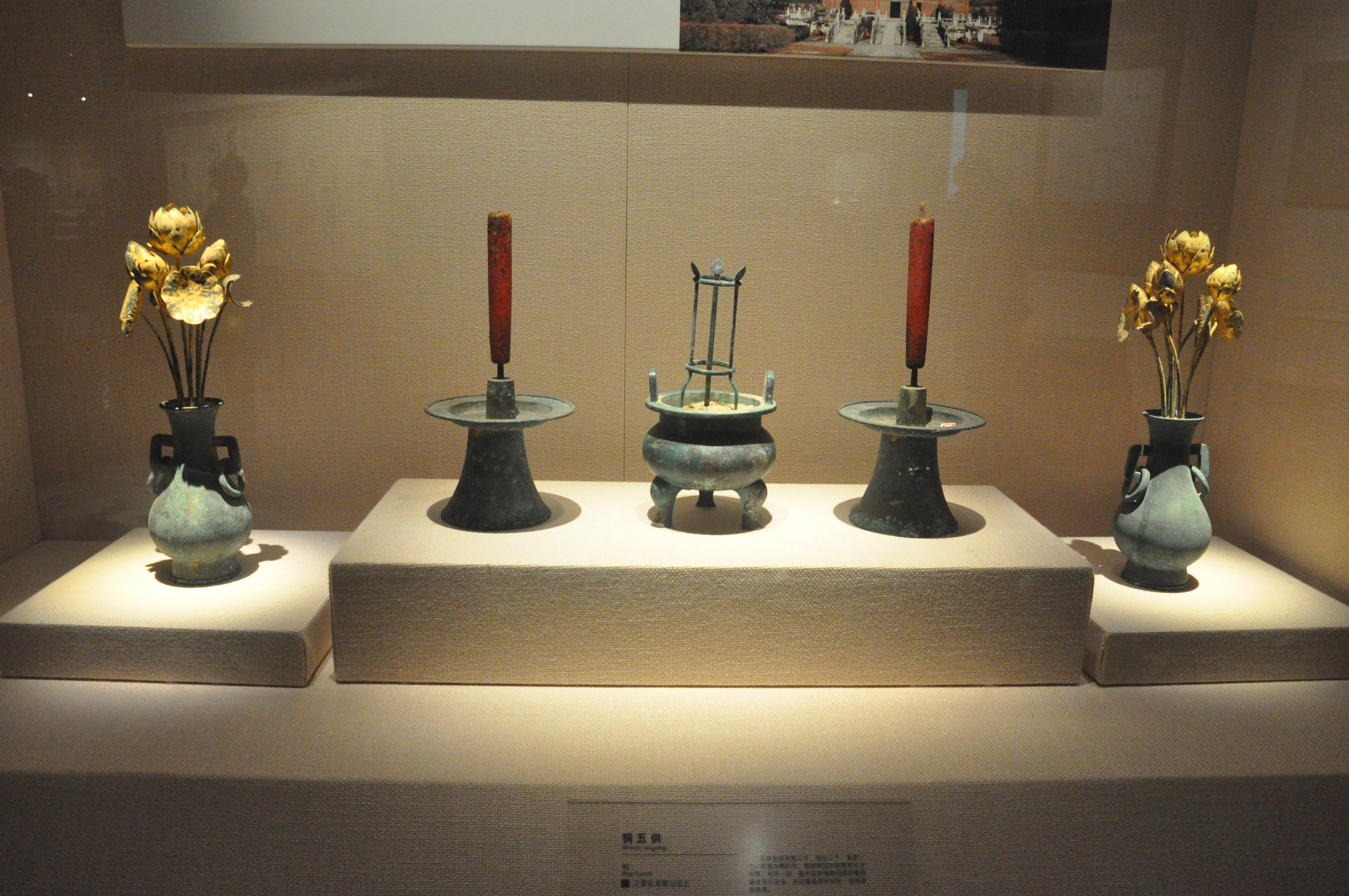
Lư hương, chân đèn và bình hoa bằng đồng (riêng phần hoa và lá sen mạ vàng)
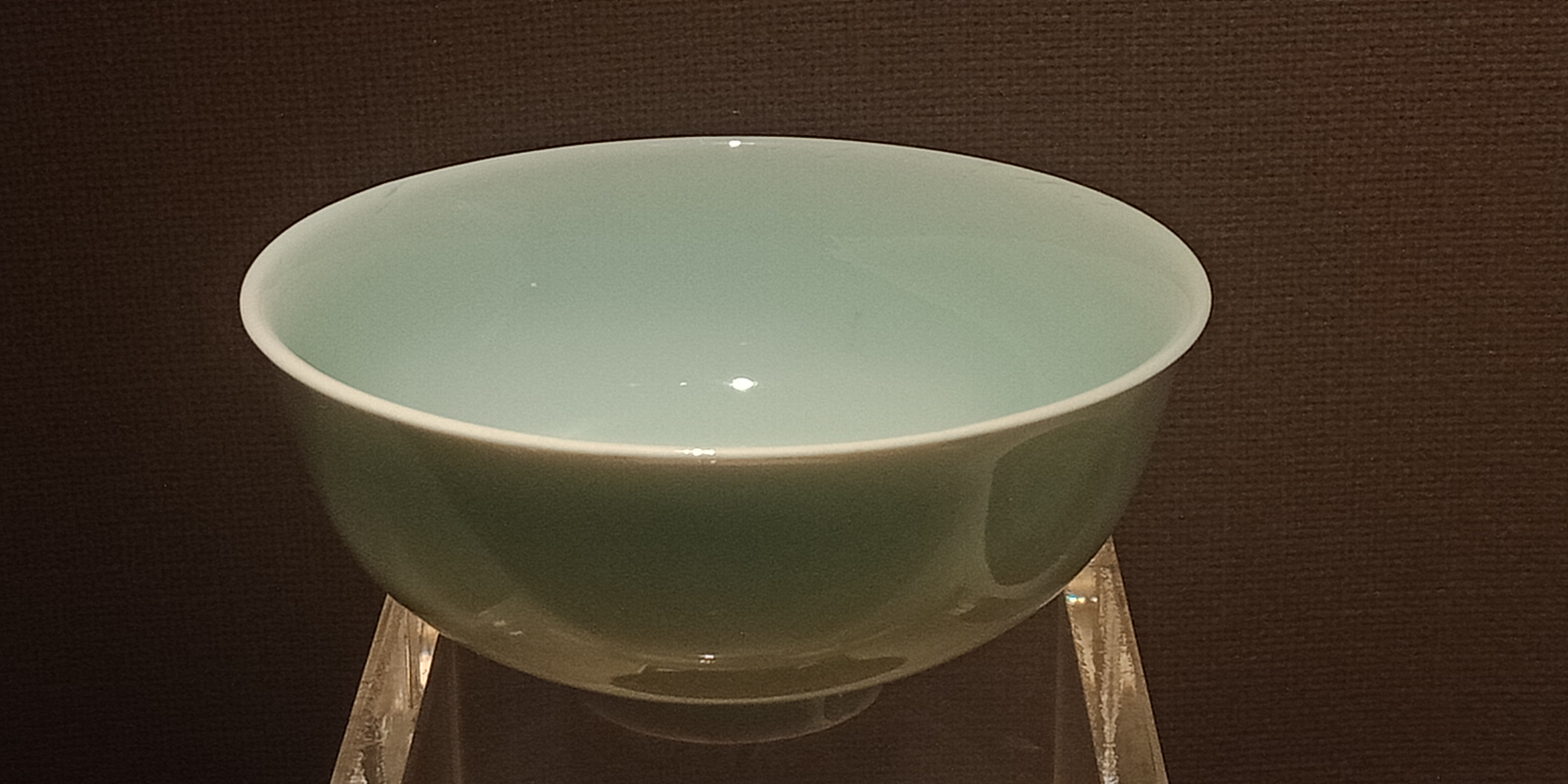
Bát men ngọc trong lăng Sở Chiêu vương

## Sở vương thế hệ biểu
| Tước hiệu               | Họ tên                  | Quan hệ                         | Tại vị       | Ghi chú |
| ----------------------- | ----------------------- | ------------------------------- | ------------ | --- |
| Sở Chiêu vương (代昭王) | Chu Trinh (朱橚)        | Hoàng tử thứ 6 của Minh Thái Tổ | 1370 – 1424  | Năm Hồng Vũ thứ 3 (1370) phong tước, năm Vĩnh Lạc thứ 22 (1424) qua đời, thọ 61 tuổi. |
| Sở Trang vương (魯莊王) | Chu Mạnh Hoàn (朱孟烷)  | Con trai thứ ba của Chu Trinh   | 1424 – 1439  | Vĩnh lạc năm thứ 22 tập phong, mất năm Chính Thống thứ 4 (1439), thọ 58 tuổi. |
| Sở Hiến vương (楚憲王)  | Chu Quý Nghê (朱季堄)   | Con trai trưởng của Mạnh Hoàn   | 1440 – 1443  | Năm Chính Thống thứ 5 (1440) tập phong, qua đời 3 năm sau đó (1443), hưởng dương 31 tuổi, không con nối dõi. |
| Sở Khang vương (楚康王) | Chu Quý Thúc (朱季埱)   | Con trai thứ hai của Mạnh Hoàn  | 1444 – 1462  | Năm Chính Thống thứ 9 (1444) tập phong, năm Thiên Thuận thứ 6 (1462) qua đời, thọ 40 tuổi, không con nối dõi. |
| Sở Tĩnh vương (楚靖王)  | Chu Quân Hóa (朱均鈋)   | Cháu nội của Mạnh Hoàn          | 1465 – 1510  | Do hai người bác là Nghê và Thúc không có con nối nõi, Quân Hóa là con trưởng của Quý Lật (Lật là con thứ ba của Hoàn) tập phong năm Thành Hóa thứ nhất (1465), mất năm Chính Đức thứ 5 (1510), thọ 61 tuổi. |
| Sở Đoan vương (楚端王)  | Chu Vinh Giới? (朱榮㳦) | Con trai trưởng của Quân Hóa    | 1512 – 1534  | Năm Chính Đức thứ 7 (1512) tập phong, mất năm Gia Tĩnh thứ 13 (1534), thọ 61 tuổi. |
| Sở Mẫn vương (楚愍王)   | Chu Hiển Dung (朱顯榕)  | Con trai trưởng của Vinh Giới   | 1536 – 1545  | Năm Gia Tĩnh thứ 15 (1536) tập phong, mất năm thứ 24 (1545) do bị con trai trưởng là Thế tử Anh Diệu giết chết, thọ 40 tuổi. |
| Sở Cung vương (楚恭王)  | Chu Anh Thiêm (朱英㷿)  | Con trai thứ ba của Hiển Dung   | 1551 – 1571  | Do Anh Diệu phạm tội giết cha nên bị xử tử, nên năm Gia Tĩnh thứ 30 (1551) Anh Thiêm tập phong, qua đời năm Long Khánh thứ 5 (1571), hưởng dương 31 tuổi. |
| Sở Định vương (楚定王)  | Chu Hoa Khuê (朱華奎)   | Con trai trưởng của Anh Thiêm   | 1580 – 1643  | Do chàu đời ngay sau khi cha mất nên ông chú là Hiển Hòe (con thứ ba của Vinh Giới) tạm chấp chính phủ Sở vương, nhưng chỉ được 3 năm thì bị cách chức do vô đức. Quyền hành được giao lại cho Hiển Khoản (cháu 5 đời của Sở Khang vương Hoàn). Năm Vạn Lịch thứ 8 (1580) tập phong, bị Trương Hiến Trung giết năm Sùng Trinh thứ 16 (1643), thọ 73 tuổi. |
| Sở Trinh vương (楚貞王) | Chu Hoa Bích (朱華壁)   | Con trai thứ hai của Anh Thiêm  | 1643? – 1646 | Em sinh đôi với Hoa Khuê, có lẽ kế vị ngay sau khi Khuê bị giết, mất năm Long Vũ thứ 2 (1464), thọ 76 tuổi. |
| Sở vương (楚 王)        | Chu Hoa Điệp (朱華堞)   | Con trai thứ ba của Anh Thiêm   | 1646 – 1649  | Em của Khuê và Bích, được Lỗ vương Chu Dĩ Hải lập nên, tự sát 3 năm sau đó, thọ 79 tuổi. |
| Sở vương (楚王)         | Chu Hoa Bích (朱華壁)   | Con trai thứ tư của Anh Thiêm   | 1649 – ?     | Tập phong sau khi các anh đều đã qua đời dưới thời Chu Do Lang, bị sát hại sau đó, chấm dứt dòng Sở vương. |